# Макгуайр, Пэдди
Пэ́дди Макгуа́йр (англ. Paddy McGuire; 1884 — 16 ноября 1923) — американский актёр ирландского происхождения, известный своим участием в фильмах Чарли Чаплина.

## Биография
Родился в 1884 году в Соединённом Королевстве Великобритании и Ирландии, на территории нынешней Ирландии.
В 1900-х годах выступал как опереточный актёр в Американском театре музыкальной комедии. В 1915—1916 годах снимался в фильмах Чарли Чаплина, созданных на студии «Essanay». Чаще всего играл деревенских жителей, простоватых и добрых.
Биограф Чаплина Дэвид Робинсон писал о Пэдди Макгуайре в своей книге «Чарли Чаплин. Жизнь и творчество»:

Постепенно Чаплин начал подбирать себе труппу. Из чикагской студии он взял Бена Тёрпина, Лео Уайта и Бада Джеймисона. Пригласил он и бывшего актёра Карно Билли Армстронга и ещё одного английского театрального актёра Фреда Гудвинса, который когда-то был газетчиком. Пэдди Магуайр из Нового Орлеана попал в кино с опереточных подмостков, хотя внешне очень походил на уютного ирландского крестьянина.

А в словаре персоналий этой же книги о Макгуайре написано:

Магуайр, Пэдди — актёр. У Чаплина играл в фильмах «Чемпион», «Бегство в автомобиле», «Бродяга», «У моря», «Работа», «Банк», «Завербованный», «Вечер в мюзик-холле». Работал в театре музыкальной комедии, в кино — с 1915 г. («Эссеней»). Позже снимался в фильмах компаний «Вог» и «Трайэнгл-Кистоун». Его амплуа — ирландцы и неотёсанные простаки.

Умер 16 ноября 1923 года в Норуолке, штат Калифорния, США.

## Избранная фильмография
| Год  |     | Русское название                         | Оригинальное название             | Роль                                            |
| ---- | --- | ---------------------------------------- | --------------------------------- | ----------------------------------------------- |
| 1915 | кор | Чемпион                                  | The Champion                      | болельщик                                       |
| 1915 | кор | Бегство в автомобиле                     | A Jitney Elopement                | дряхлый камердинер / полицейский с бакенбардами |
| 1915 | кор | Бродяга                                  | The Tramp                         | помощник фермера                                |
| 1915 | кор | У моря                                   | By the Sea                        | полицейский                                     |
| 1915 | кор | Работа                                   | Work                              | приятель обойщика                               |
| 1915 | кор | Банк                                     | The Bank                          | кассир в белом пальто                           |
| 1915 | кор | Зашанхаенный                             | Shanghaied                        | второй завербованный докер                      |
| 1915 | кор | Вечер в мюзик-холле                      | A Night In The Show               | кларнетист / работник мюзик-холла               |
| 1916 | кор | Полиция                                  | Police                            | пятый посетитель ночлежки                       |
| 1916 | ф   | Обозрение творчества Чаплина в «Эссеней» | The Essanay-Chaplin Revue of 1916 | помощник фермера                                |
| 1918 | кор | Тройная неприятность                     | Triple Trouble                    | посетитель ночлежки                             |